# 帰れない者たちへ
『帰れない者たちへ』（かえれないものたちへ）は、2006年2月1日に発売された中島みゆきの39作目のシングル。

## 解説
前作より3年ぶりのリリース。また、前作に引き続きドラマタイアップである。2曲とも33作目のアルバム『転生 TEN-SEI』よりシングルカットだが、「命のリレー」は、2004年に行われた夜会 VOL.13「24時着 0時発」(2004年1月公演)のアンコールで演奏された音源を収録。なお、このシングルには『トーキョー迷子』（1991年）以降のシングルに収録されているタイトル曲のTV-MIX(オリジナル・カラオケ)が収録されていない。
ベストアルバム『十二単〜Singles 4〜』には表題曲・カップリングともに収録されている。
2022年11月28日にこのシングルは、新たにデジタル・ダウンロード配信された。

## 収録曲
- 全作詞・作曲：中島みゆき／編曲：瀬尾一三

1. 帰れない者たちへ
2. 命のリレー ('04 夜会ヴァージョン)

## メディアでの使用
| # | 曲名                 | タイアップ                                          | 出典  |
| - | -------------------- | --------------------------------------------------- | ----- |
| 1 | 「帰れない者たちへ」 | テレビ朝日系木曜ドラマ『松本清張 けものみち』主題歌 | [ 3 ] |
| 2 | 「命のリレー」       | フジテレビ系ドラマ『女の一代記』主題歌              | [ 4 ] |